# Mehmet Güney
Mehmet Güney (ur. 3 maja 1936 w Siircie, zm. 24 kwietnia 2024) – turecki prawnik i dyplomata, obecnie sędzia Międzynarodowego Trybunału Karnego dla byłej Jugosławii (ICTY) i Międzynarodowego Trybunału Karnego dla Rwandy (ICTR).
Ukończył prawo i nauki polityczne na Uniwersytecie w Ankarze, po czym w 1965 uzyskał prawo wykonywania zawodu adwokata. W latach 1964–1989 pracował w służbach prawnych tureckiego resortu spraw zagranicznych. Równocześnie w latach 1984–1989 był sędzią Europejskiego Trybunału Energii Atomowej z siedzibą w Paryżu.
W roku 1989 został mianowany ambasadorem Turcji na Kubie. Później kierował również placówkami w Singapurze i Indonezji. Jednocześnie od 1992 do 1997 zasiadał w Komisji Prawa Międzynarodowego ONZ. W 1999 został sędzia ICTR, dwa lata później wszedł w skład wspólnej dla obu międzynarodowych doraźnych trybunałów karnych Izby Apelacyjnej.